# Ecopelle
L'ecopelle è un tipo di cuoio o pelle a ridotto impatto ambientale che soddisfa i requisiti previsti dalla norma UNI 11427:2011 Cuoio – Criteri per la definizione delle caratteristiche di prestazione di cuoi a ridotto impatto ambientale. Suoi sinonimi sono pelle ecologica, ecocuoio, cuoio ecologico, pelle a ridotto impatto ambientale, ecoleather.
Non va confusa con la finta pelle, che invece è ottenuta rigorosamente da materiali di origine non animale.
Il rispetto della norma UNI evita confusioni e ambiguità indotte da interessi commerciali o pubblicitari, che applicano il termine "ecopelle" e similari a materiale sintetico, sfruttando la parola "pelle" per la sua attrazione. L'uso improprio di "ecopelle" contrasta con la legge n. 1112/1966 che riserva l'uso di "pelle", "cuoio" e loro sinonimi ai prodotti ottenuti dalla lavorazione di spoglie animali, che conservino inalterata la struttura delle fibre, oltre che con la legislazione in materia di pratiche commerciali ingannevoli.

## La norma UNI 11427:2011
Nata per imporre la trasparenza a favore del consumatore, la norma UNI 11427:2011 Cuoio – Criteri per la definizione delle caratteristiche di prestazione di cuoi a ridotto impatto ambientale stabilisce i requisiti minimi di prodotto e i requisiti minimi ambientali del processo produttivo che devono essere soddisfatti da una pelle o cuoio per poter essere denominati "ecopelle" o "a ridotto impatto ambientale" o "cuoio ecologico" e similari. Regola l'utilizzo di tali diciture, che "non devono identificare materiali diversi dalla pelle e dal cuoio".
Requisiti minimi di prodotto:
- rispetto delle esigenze di salute e sicurezza del consumatore
- prestazioni delle pelli e cuoi in conformità delle norme tecniche di prodotto specifiche per destinazione d'uso

Requisiti minimi di processo:
- rispetto dei limiti delle sostanze chimiche sottoposte a restrizione legislativa per l'utilizzo nella lavorazione conciaria
- rispetto dei limiti delle sostanze chimiche sottoposte a restrizione legislativa nei cuoi finiti
- conformità alla legislazione vigente in tema ambientale e in ogni altro tema pertinente
- rispetto dei valori limite di specifici indicatori ambientali predefiniti (consumo di acqua, prodotti chimici, rifiuti prodotti, ecc.).

La norma UNI 11427 si applica al cuoio e/o pelle, la cui produzione si intende a partire da pelle grezza, cioè dall'inizio del processo produttivo fino all'articolo finito, pronto alla spedizione per l'utilizzo nell'industria manifatturiera dei beni di consumo.
Per attestare la conformità alla norma UNI 11427 esiste un logo registrato acquisibile da ICEC, Istituto di certificazione per l'area pelle.
Attenzione: purtroppo in ambito commerciale è uso comune definire "ecopelle"  i fogli di materie plastiche, in prevalenza poliuretano, accoppiati a tessuto. Mai definizione è stata meno adeguata, in quanto tali prodotti sono fra i più inquinanti per l'ambiente.